# Clinopodium mexicanum
Clinopodium mexicanum là một loài thực vật có hoa trong họ Hoa môi. Loài này được (Benth.) Govaerts mô tả khoa học đầu tiên năm 1999.